# Ruse
Ruse (bolgarsko Русе; zgodovinsko Rusčuk) je glavno mesto istoimenske oblasti v severni Bolgariji, ki leži na desnem bregu reke Donave ob meji z Romunijo, nasproti romunskega mesta Giurgiu, s katerim ga povezuje Most prijateljstva. 
Leta 2011 je mesto imelo 153.304 prebivalcev in je peto največje v državi.